# Euonchonotina
Euonchonotina – rodzaj stawonogów z wymarłej gromady trylobitów, z rzędu Ptychopariida.
Żył w okresie ordowiku (tremadok).